# Peroxisoma
Los peroxisomas son orgánulos citoplasmáticos muy comunes en forma de vesículas, con una sola membrana, y se encuentran en la mayoría de las células eucariotas. Se trata de un orgánulo oxidativo donde, el oxígeno molecular actúa como cosustrato para la formación de peróxido de hidrógeno (H2O2). Los peroxisomas deben su nombre a su capacidad de producir peróxido de hidrógeno. También juegan un papel crucial en el metabolismo de lípidos y la conversión de especies reactivas de oxígeno. Están involucrados en el catabolismo de ácidos grasos de cadena muy larga, ácidos grasos de cadena ramificada, intermediarios de los ácidos biliares (en el hígado), D-aminoácidos y poliaminas, en la reducción de especies reactivas de oxígeno – especialmente el peróxido de hidrógeno  – y en la biosíntesis de plasminógenos, p.e. Fosfolípidos de ésteres, críticos para la función normal del cerebro y pulmones de los mamíferos. También contienen, aproximadamente, el 10% de la actividad total de dos enzimas presentes en la ruta de las pentosas fosfato, existe actualmente un debate sobre si los peroxisomas están involucrados en la síntesis de isoprenoides y colesterol en animales.
Otras funciones de los peroxisomas incluyen el ciclo del glioxilato en semillas germinantes (“glioxisomas”), fotorrespiración en las hojas, glucólisis en tripanosomas (“glicosomas”) y metanol y/o oxidación de aminas en algunas levaduras.

## Historia
Los peroxisomas (microcuerpos) fueron descritos por primera vez por un estudiante doctoral sueco, J. Rhodin en 1954. Fueron identificados como orgánulos oxidativos por el citólogo belga Christian de Duve en 1967. De Duve y colaboradores descubrieron que los peroxisomas contienen varias oxidasas relacionadas con la producción de peróxido de hidrógeno, y una catalasa para la descomposición de H2O2 a oxígeno y agua. Debido a su papel en el metabolismo del peróxido de hidrógeno, De Duve los nombró “peroxisomas”, en lugar del nombre anterior “microcuerpo”. 

## Estructura
Los peroxisomas son pequeños (0.1-1 μm diámetro) compartimentos subcelulares con una matriz fina y granular, rodeada por una única membrana, que se encuentran en el citoplasma celular. La compartimentalización crea un ambiente óptimo para promover diferentes reacciones metabólicas dentro de los peroxisomas, las cuales son necesarias para sustentar funciones celulares y viabilidad del organismo. 
El número, tamaño y la composición proteica de los peroxisomas es variable y depende del tipo de célula y de las condiciones ambientales. Por ejemplo, en la levadura S. cerevisiae, se ha observado que, en presencia de una fuente de glucosa, solo unos pocos peroxisomas están presentes. Sin embargo, en presencia de ácidos grasos de cadena larga como única fuente de carbono, se observa entre 20 y 25 peroxisomas de gran tamaño.

## Función Metabólica
Una de las funciones principales de los peroxisomas es romper los ácidos grasos de cadenas muy largas mediante un proceso conocido como β-oxidación. En células animales, los ácidos grasos de cadena muy larga son convertidos a ácidos grasos de cadena media, que después son transportados hasta la mitocondria donde son metabolizados hasta dióxido de carbono y agua. En levaduras y células vegetales, este proceso es llevado a cabo exclusivamente por los peroxisomas. 
La primera reacción de la formación del plasmalógeno en células animales ocurre en los peroxisomas. Plasmalógeno es el fosfolípido más abundante en la mielina. Deficiencias de plasmalógenos causan aberraciones en la mielinación de las células nerviosas, siendo esta una de las principales razones por las que las enfermedades peroxisomales afectan al sistema nervioso. Los peroxisomas también juegan un papel vital en la producción de ácidos biliares, importantes para la absorción de grasas y vitaminas solubles en grasa como la vitamina A y K. Problemas de la piel suelen aparecer en las enfermedades genéticas que afectan a la función del peroxisoma. 

Las rutas metabólicas que ocurren exclusivamente en los peroxisomas de mamíferos son:
·      α-oxidación del ácido fitánico. 
·       β-oxidación de ácidos grasos de cadena muy larga y ácidos grasos poliinsaturados.
·       Biosíntesis de plasmalógenos.
·       Conjugación del ácido cólico como parte de la síntesis del ácido biliar. 

Los peroxisomas pueden contener enzimas oxidativas, como la D-aminoácido oxidasa, y la ácido úrico oxidasa. Sin embargo, la segunda enzima no se encuentra presente en los humanos, lo cual explica una enfermedad comúnmente conocida como gota, causada por la acumulación de ácido úrico. Ciertas enzimas dentro de los peroxisomas, utilizan oxígeno molecular para eliminar átomos de hidrógeno de sustancias orgánicas (R), en una reacción oxidativa, produciendo peróxido de hidrógeno (H2O2).
La catalasa, otra enzima peroxisomal es la encargada de utilizar este H2O2 para oxidar otros sustratos, incluyendo fenoles, ácido fórmico, formaldehídos y alcoholes, para eliminar H2O2 (tóxico). Esta reacción es de alta importancia en las células del hígado y los riñones, donde los peroxisomas son los encargados de detoxificar las toxinas de la sangre. En torno al 25% del etanol que los humanos consumimos a través de bebidas alcohólicas es oxidado a acetaldehído en esta ruta. Además, cuando un exceso de H2O2 se acumula en las células, catalasas lo convierten en H2O mediante esta reacción. 
En plantas superiores, los peroxisomas contienen una compleja batería de enzimas antioxidantes como la superóxido dismutasa, componentes del ciclo del ascorbato-glutatión y las NADP deshidrogenasas de la ruta de las pentosas fosfato. Se ha demostrado que los peroxisomas generan superóxido (O2•−) y óxido nítrico (•NO).
Existe evidencia de que las especies reactivas de oxígeno, incluyendo el H2O2 peroxisomal, son importantes moléculas de señalización en plantas y animales y contribuyen al envejecimiento y enfermedades relacionas con la edad.
Los peroxisomas en plantas se polarizan cuando luchan contra la penetración fúngica. La infección hace que una molécula de glucosinolato juegue un papel antifúngico y sea entregada fuera de la célula gracias a la acción de dos proteínas peroxisomales (PEN2 y PEN3)
Los peroxisomas, en mamíferos, también contribuyen a la defensa anti-viral y a combatir patógenos.

## Ensamblaje
Los peroxisomas pueden derivar del retículo endoplásmico bajo ciertas condiciones experimentales y replicar mediante crecimiento de la membrana y división de orgánulos preexistentes. Las proteínas de la matriz peroxisomal son traducidas en el citoplasma antes de ser importadas. Secuencias de aminoácidos específicos (PTS o peroxisomal targeting signal) en el c-terminal (PTS1) o N-terminal (PTS2) de las proteínas de la matriz, les señalizan para el transporte hacia el orgánulo gracias a un factor diana. Existen 36 proteínas conocidas, involucradas en la biogénesis y mantenimiento de los peroxisomas. Estas proteínas son conocidas como peroxinas y participan en diferentes procesos de ensamblaje. En células de mamíferos, existen 13 peroxinas caracterizadas. A diferencia de las proteínas que son importadas al retículo endoplásmico o mitocondria, las proteínas que son importadas al lumen no necesitan ser desplegadas. Los receptores de proteínas de la matriz, peroxinas PEX5 y PEX7, acompañan sus cargos (que contienen un PTS1 y PTS2 respectivamente), durante todo momento hasta el peroxisoma donde liberan el cargo en la matriz peroxisomal y vuelven al citosol, este proceso es conocido como reciclaje. Un tipo especial de transporte de proteínas peroxisomales es conocido como “piggy backing’. Las proteínas que son transportadas de esta forma no contienen PTS canónico, sino que se unen a una proteína PTS para ser transportados como un complejo. El modelo que describe el ciclo es conocido como mecanismo de transporte extensivo. Existe también evidencia de que la hidrólisis de ATP es necesaria para el reciclaje de los receptores del citosol. 
La ubiquitinación es también crucial para la exportación de PEX5 desde el peroxisoma hasta el citosol. La biogénesis de la membrana peroxisomal y la inserción de las proteínas de membrana peroxisomal (PMPs) requiere las peroxinas PEX19, PEX3 y PEX16. PEX19 es un receptor de PMP y chaperona que se une a las PMPs y las transporta hasta la membrana peroxisomal , donde reacciona con PEX3, una proteína de membrana integral. Las PMPs son entonces insertadas en la membrana peroxisomal. 
La degradación de peroxinas es un proceso conocido como pexofagia.

## Interacción y comunicación
Las diversas funciones de los peroxisomas requieren de interacciones dinámicas y cooperación con otros orgánulos involucrados en el metabolismo de lípidos, como el retículo endoplásmico (RE), la mitocondria, gotas lipídicas y lisosomas.
Los peroxisomas interactúan con mitocondrias en varias rutas metabólicas, incluyendo la β-oxidación de ácidos grasos y el metabolismo de especies reactivas de oxígeno. Ambos orgánulos se encuentra en contacto con el retículo endoplásmico y comparten diferentes proteínas, incluyendo factores de fisión de orgánulos. Los peroxisomas también interactúan con el retículo endoplásmico y cooperan en la síntesis de lípidos éteres (plasmalógenos) los cuales son importantes para las células nerviosas. El contracto físico entre orgánulos es normalmente mediado por sitios de contracto en la membrana, zonas en las que las membranas de ambos orgánulos se encuentran físicamente ancladas para permitir el rápido transporte de moléculas pequeñas. Permiten la comunicación entre orgánulos lo cual es crucial para la coordinación de las funciones celulares. Alteraciones en los contactos de la membrana se han observado en varias enfermedades. 
El consorcio Europeo PERICO (Peroxisomal Interaction and Comunication) es un programa ETN europeo parte de Horizon2020 con un presupuesto de 4 millones de euros, coordinado por la Prof. Dr. Ida van der Klei (Universidad de Groningen), que tiene como objetivo entender el rol físico de los peroxisomas y los sitios de contacto y cómo controlan el metabolismo celular, entender el significado de los transportadores peroxisomales en el metabolismo celular y cuál es la relevancia de la comunicación peroxisomal con otros orgánulos en diferentes enfermedades peroxisomales.

## Condiciones médicas asociadas a los peroxisomas
Las enfermedades peroxisomales son una clase de condiciones médicas que típicamente afectan al sistema nervioso humano y a muchos otros órganos. Dos ejemplos comunes son la adrenoleucodistrofia asociada a X y las enfermedades de la biogénesis del peroxisoma
Se conocen más de 25 enfermedades relacionadas con la disfunción de las actividades enzimáticas de los peroxisomas, conocidas como anomalías de la biogénesis de peroxisomas (PBD). Se trata de enfermedades hereditarias autosómicas recesivas poco frecuentes caracterizadas por alteraciones en el cerebro, riñones, hígado y esqueleto. La más grave es la enfermedad de Zellweger, debida a la falta de peroxisomas funcionales, ya que fallan los mecanismos de importación de los enzimas al interior del peroxisoma. Otras enfermedades son causadas por el error de un solo enzima o por defectos en los componentes del transporte de la membrana peroxisomal.

## Genes
Los genes PEX son los encargados de codificar la maquinaria proteica (peroxinas) requerida para el correcto ensamblaje del peroxisoma. En el ensamblaje de la membrana y el mantenimiento requiere de tres de estas (peroxinas 3, 16 y 19) y puede ocurrir sin las enzimas de transporte de la matriz. 
La proliferación del orgánulo es regulada por PEX 11p.
Los genes que codifican proteínas son: PEX1, PEX2 (PXMP3), PEX3, PEX5, PEX6, PEX7, PEX9 , PEX10, PEX11A, PEX11B, PEX11G, PEX12, PEX13, PEX14, PEX16, PEX19, PEX26, PEX28, PEX30, y PEX31.

## Sentido evolutivo
Actualmente los científicos postulan que los peroxisomas han prevalecido desde su aparición como adaptación contra los continuos efectos tóxicos a los que se expone una célula que mantiene un metabolismo aerobio y produce accidentalmente especies reactivas del oxígeno (ROS). Estas especies químicas reaccionan rápidamente con elementos fundamentales para la estabilidad celular como el ADN, de ahí que se les atribuya un papel crítico en el envejecimiento y la pérdida del control del ciclo celular que puede desembocar en tumores y cáncer. En particular, las ROS puede desequilibrar el estado de reducción del citoplasma, lo que provocaría un bloqueo de la cadena transportadora de electrones mitocondrial y la parada transitoria en la producción de energía. 
En plantas, especialmente en las de metabolismo C3, los peroxisomas son relevos importantes en la ruta bioquímica conocida como fotorrespiración. La función que cumple esta ruta resulta paradójica, ya que parece haber evolucionado para aliviar los efectos perjudiciales de la actividad oxigenasa de la ribulosa-1,5-bisfosfato carboxilasa oxigenasa o RuBisCO (la principal enzima asimiladora de carbono inorgánico en las plantas) sin que en esta hayan ocurrido aparentemente modificaciones ventajosas dirigidas a un incremento del rendimiento en la actividad carboxilasa. Ya que la fotorrespiración implica no solo una recuperación de carbono sino también un consumo de energía, algunos autores piensan que la fotorrespiración pudiera resultar ventajosa en situaciones ambientales (altas temperaturas e intensidad luminosa) que requieran un desacoplamiento en la producción de energía como medio para subsanar la producción masiva de radicales libres, esta vez productos de la actividad forzada del aparato fotosintético situado en los cloroplastos. De este modo quedaría salvaguardada la hipótesis inicial en la que proponían el papel accesorio del peroxisoma en la destrucción de las ROS.

## Orígenes evolutivos
El contenido proteico de los peroxisomas varía entre especies y organismos, pero la presencia de proteínas es común en muchas especies y ha servido como sugerencia de un posible origen endosimbiótico. Es decir, los peroxisomas podrían haber evolucionado a partir de la incorporación de alguna bacteria en el interior de grandes células como parásitos y que gradualmente desarrollaron una relación endosimbiótica. Sin embargo, este punto de vista ha sido puesto en duda recientemente. Por ejemplo, algunos mutantes carentes de peroxisomas son capaces de recobrarlos cuando el gen silvestre correspondiente es reintroducido. 
Dos análisis evolutivos independientes del proteoma peroxisomal han encontrado homologías entre la maquinaria de importación del peroxisoma y la ruta ERAD en el retículo endoplásmico, junto con un número de enzimas metabólicas que son, probablemente, reclutadas de la mitocondria. Recientemente, se ha sugerido que el peroxisoma puede haber tenido un origen bacteriano (Actinobacteria). Sin embargo, se trata de una afirmación muy controvertida.

## Otros orgánulos relacionados con el peroxisoma
Otros orgánulos de la familia de los "micro cuerpos", relacionados con los peroxisomas son los gliosomas de las plantas y funghi filamentosos, glicosomas de kinetoplastea y los cuerpos de Woroin de los hongos filamentosos. 

## Lecturas recomendadas
Mateos     RM, León AM, Sandalio LM, Gómez M, del Río LA, Palma JM (Dec 2003). "Peroxisomes from pepper fruits (Capsicum annuum L.): purification, characterisation and antioxidant activity". Journal of Plant Physiology. 160 (12): 1507–16. doi:10.1078/0176-1617-01008. PMID 14717445.
Corpas FJ, Barroso JB (2014). "Functional implications of peroxisomal nitric oxide (NO) in plants". Frontiers in Plant Science. 5: 97. doi:10.3389/fpls.2014.00097. PMC 3956114. PMID 24672535.
Corpas FJ (2015). "What is the role of hydrogen peroxide in plant peroxisomes?". Plant Biol (Stuttg). 17 (6): 1099–103. doi:10.1111/plb.12376. PMID 26242708.
Schrader M Kamoshita M Islinger M (2019). Organelle     interplay-peroxisome interactions in health and disease. J Inherit Metab Dis. Mar 12.     doi: 10.1002/jimd.12083. PMID: 30864148.
Islinger M, Voelkl A, Fahimi HD, Schrader M (2018). The peroxisome: an update on mysteries 2.0. Histochem Cell Biol. 150(5):443-471. doi: 10.1007/s00418-018-1722-5. PMID: 30219925.
Schrader M, Costello J, Godinho LF, Islinger M (2015). Peroxisome-mitochondria interplay and disease. J Inherit Metab Dis. 38(4):681-702. doi: 10.1007/s10545-015-9819-7. PMID: 25687155.
Islinger M, Grille S, Fahimi HD, Schrader M (2012). The peroxisome: an update on mysteries. Histochem Cell Biol. 137(5):547-74. doi: 10.1007/s00418-012-0941-4. PMID: 22415027.
Schrader M, Fahimi HD (2008). The peroxisome: still a mysterious organelle. Histochem Cell Biol. 129(4):421-40. doi: 10.1007/s00418-008-0396-9. PMID: 18274771.
Effelsberg, D. et al. (2016b) ‘Pex9p is a novel yeast peroxisomal import receptor for PTS1-proteins’, Journal of Cell Science, p. jcs.195271. doi: 10.1242/jcs.195271.
Yifrach, E. et al. (2016) ‘Characterization of proteome dynamics in oleate reveals a novel peroxisome targeting receptor’, Journal of Cell Science, p. jcs.195255. doi: 10.1242/jcs.195255.